# Ni (kana)

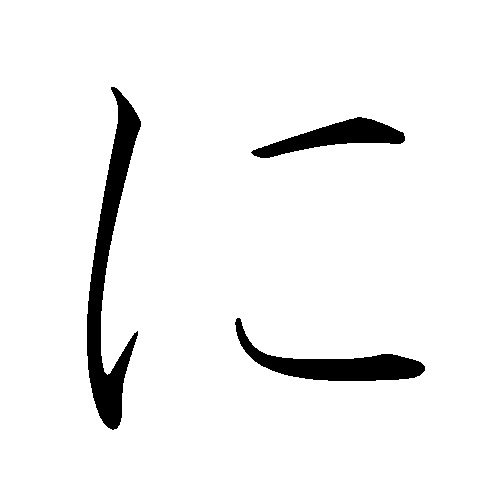
Ni w hiraganie

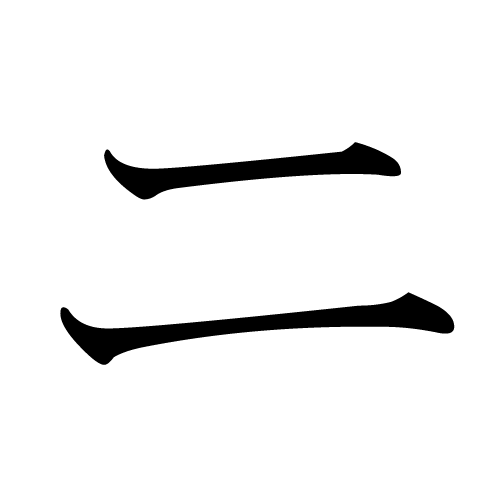
Ni w katakanie

Ni – dwudziesty drugi znak japońskich sylabariuszy hiragana (に) i katakana (ニ). Reprezentuje on sylabę ni. Pochodzi bezpośrednio od znaku kanji 仁 (obydwie wersje).
Znak に służy w gramatyce japońskiej jako odpowiednik polskiego przyimka do. Natomiast znak sylabariusza ニ jest graficznie prawie identyczny ze znakiem kanji 二. W dodatku te dwa znaki czyta się tak samo, choć znak katakany posiada jedynie znaczenie fonetyczne.

## Jotacje
Jak każda mora japońska kończąca się na „i”, ni podlega procesowi jotacji, ale jedynie wtedy, jeśli do niej dopisze się pomniejszone znaki ya, yu lub yo. Jeśli po znaku ni występuje znak reprezentujący którąś z samogłosek, oba znaki wymawia się oddzielnie. Nie dotyczy to jedynie pomniejszonej wersji znaku e, który dopisany do ni zmienia wymowę znaków na nye (sylaba ta występuje jedynie w zapożyczeniach).
- nya- にゃ/ニャ
- nyu- にゅ/ニュ
- nyo- にょ/ニョ
- nye- ニェ

Sylaby po jotacji również mogą podlegać przedłużeniom na zasadach przewidzianych dla samogłosek kończących sylabę.